# Milan Indoor 2003
Il Milan Indoor 2003 è stato un torneo di tennis giocato sul sintetico indoor. È stata la 26ª edizione del Milan Indoor, che fa parte della categoria International Series nell'ambito dell'ATP Tour 2003.
Si è giocato a Milano, Italia, dal 27 gennaio al 2 febbraio 2003.

## Campioni

### Singolare
Martin Verkerk ha battuto in finale  Evgenij Kafel'nikov con il punteggio di 6–4, 5–7, 7–5

### Doppio
Petr Luxa /  Radek Štěpánek hanno battuto in finale  Tomáš Cibulec /  Pavel Vízner con il punteggio di 6–4, 7–6(4)